# Reale aeronautica militare belga
La Reale aeronautica militare belga (in francese Aviation militaire, in olandese Militair Vliegwezen, parte integrante delle forze armate belghe, era l'ultima denominazione dell'aeronautica militare del Belgio prima dell'invasione della Germania nazista durante le prime fasi della seconda guerra mondiale.

## Storia

### Le origini
La fondazione della forza aerea belga risale al 1910 quando l'allora Ministro della Guerra, generale Hellebaut, dopo aver sperimentato personalmente un volo a bordo di un velivolo, decise di dotare la propria forza militare del nuovo mezzo aereo per sfruttarne le possibilità tattiche.
Il 5 maggio 1911 venne consegnato il primo bombardiere, un Farman MF.11, seguito da un secondo il 24 maggio ed altri due nel mese di agosto dello stesso anno. A seguito dell'addestramento al volo ed alla operatività degli apparecchi acquisiti, venne istituita la "Compagnie des aviateurs" con un regio decreto del 13 aprile 1913. Nel mese di agosto 1914 la compagnia era dotata di 22 aeromobili.
L'aviazione militare, in data 20 marzo 1915, venne nuovamente ridenominata passando dal ruolo di semplice compagnia a quello di unità indipendente, l'"Aviation Militaire Belge".

### Il periodo interbellico
Dopo il termine della prima guerra mondiale, la denominazione della forza aerea cambiò nuovamente acquisendo la denominazione bilingue "Aéronautique Militaire / Militair Vliegwezen" dal 1º marzo 1920.
Alla vigilia della seconda guerra mondiale l'aviazione militare era equipaggiata di 250 aerei, la maggior parte dei quali prodotti su licenza in Belgio con un contratto prioritario. Tra i vari modelli dell'epoca si citano gli italiani caccia Fiat C.R.42 ed i britannici Fairey Fox prodotti su licenza, la maggior parte dei quali saranno distrutti al suolo al momento dell'attacco tedesco. Molti piloti della forza aerea riuscirono comunque ad oltrepassare La Manica rifugiandosi in Inghilterra e da qui, analogamente ad altre nazioni invase come la Polonia a ricostituire un'aviazione in esilio combattendo a fianco e con i colori della Royal Air Force.

### Il secondo dopoguerra
Con la liberazione del Belgio da parte delle forze Alleate la macchina bellica nazionale si riorganizzò ed alla fine del conflitto venne ricostituita.
Il 15 ottobre 1946 venne ridenominata "Aviation Militaire Belge / Belgisch militair vliegwezen", per la prima volta facendo parte di una forza militare indipendente dall'esercito.
Il 15 gennaio 1949 assunse la denominazione Force aérienne belge - Belgische Luchtmacht, internazionalmente nota con la denominazione in lingua inglese Belgian Air Force.
Nel 2002 il governo decise di seguire l'esempio del Canada e impose una "struttura unica" alle forze armate fondendole nell'Armata. Come conseguenza, la Forza aerea belga cessò di esistere come forza autonoma, assumendo la denominazione Componente aerea dell'armata belga, (in francese Composante air de l'armée belge, in neerlandese Luchtcomponent van de Belgische Strijdkrachten, in tedesco Luftkomponente der belgischen Streitkräfte).

## Lista dei comandanti
- 1911-1915: Emile Mathieu
- 1915-1916: Wahis
- 1916-1920: Van Crombrugge
- 1920-1928: Jules Smeyers
- 1928-1933: Gen. Gillieaux
- 1933-1938: Gen. Félix Isserentant